# Kömpöc
Kömpöc es un pueblo en el condado de Bács-Kiskun, en la región de la Gran Llanura del Sur del sur de Hungría.
Los croatas en Hungría llaman a este pueblo Kempac o Kompac.

## Geografía
Tiene una superficie de 30 kilómetros cuadrados y tiene una población de 662 habitantes (2024).<refname="pop"/>